# 野村守夫
野村 守夫（のむら もりお、1904年（明治37年）8月10日 - 1979年（昭和54年）8月24日）は、日本の洋画家。広島県広島市的場町出身。作風は都会的に洗練された叙情味のある作品を描いた。

## 来歴
1904年（明治37年）8月10日、広島県広島市的場町に生まれる。1922年（大正11年）、広島市で唯一の印刷所であった谷口印刷所へ就職、図案・石版工に携わる。同期に灰谷正夫、靉光がおり、共に将来画家となることを誓いあった。灰谷正夫、靉光が相次いで退社した後に野村も続き、靉光と共に上京した。
上京後、東京都小石川の川端画学校で藤島武二に洋画を学び、1924年（大正13年）第14回二科展出品作「花などの静物」以降、もっぱら二科展に出品を続けた。
1935年（昭和10年）渡欧、ヨーロッパの都市風景を多く描いた。1936年（昭和11年）、故郷広島市の広島県産業奨励館で開催された第一回芸州美術展に参加。翌1937年（昭和12年）、靉光らと共に広島フォルム美術協会に参加するも、1938年（昭和13年）に中川為延と共に同会を脱退。1939年には日中戦争当時のハルビンを描いた油絵「ハルビン太陽島」を残している。
1941年二科会会友となる。戦後は二科会再建に際し会員に推薦された。1973年（昭和48年）第57回二科展出品作「丘にある街」が日本芸術院賞恩賜賞受賞。同年、ブラジル政府よりコメンダドール章受章。
1979年（昭和54年）8月24日、急性肺炎のため東京都杉並区のロイヤル病院にて死去、享年75。